# Synagoge (Hennweiler)
Die Synagoge in Hennweiler wurde 1896 in der Obergasse 29 errichtet. Bei den Novemberpogromen 1938 wurde die Synagoge verwüstet. 1939 übernahm die Gemeinde das Gebäude, das bis 1945 zu verschiedenen Zwecken genutzt wurde. 1951 wurde die Synagoge an einen Privatmann verkauft und abgerissen.

## Synagoge
1749 wird ein erster Betraum in Hennweiler erwähnt. Das Gebäude wurde 1781 bei einem Brand komplett vernichtet. Da das Gebäude, in dem der nachfolgende Betraum untergebracht war, 1895 baufällig war, wurde der Bau einer neuen Synagoge in der Obergasse 29 beschlossen. 1896 wurde die Synagoge eingeweiht. Der Bruchsteinbau verfügte auf der Eingangsseite über drei Rundbogenfenster. Bei den Novemberpogromen 1938 wurde die Inneneinrichtung verwüstet und die Torarollen, Bücher und Schriften auf dem Vorplatz verbrannt. Anfang 1939 kam es zum Zwangsverkauf an die Gemeinde Hennweiler. In der Folgezeit bis 1945 wurde die ehemalige Synagoge als Munitionslager und Turnhalle genutzt. 1951 wurde das Gebäude an einen Privatmann verkauft und abgerissen.

## Jüdische Gemeinde Hennweiler
Bereits im Jahr 1680 werden im Gebiet von Hennweiler ansässige Juden genannt. Sie waren Schutzjuden der Freiherren von Warsberg und gegenüber diesen abgabepflichtig. Bis ca. in die Mitte des 19. Jahrhunderts stieg die Zahl der Mitglieder der jüdischen Gemeinde an. Die jüdische Gemeinde verfügte über eine Mikwe und eine Religionsschule. Zeitweise war ein eigener Religionslehrer angestellt, der auch die Aufgaben des Vorbeters und Schochet innehatte. Die Verstorbenen wurden auf dem jüdischen Friedhof in Hennweiler beigesetzt. Ab Mitte des 19. Jahrhunderts ging die Zahl der jüdischen Einwohner immer weiter zurück. Ab 1895 gehörten die Mitglieder der benachbarten jüdischen Gemeinde Bruschied zu Hennweiler. Ab 1933, nach der Machtergreifung Adolf Hitlers, wurden die jüdischen Einwohner immer mehr entrechtet. Zudem kam es immer wieder zu antijüdischen Aktionen. Dies hatte zur Folge, dass weitere jüdische Einwohner Hennweiler verließen. Nach den Novemberpogromen 1938 lebten noch vier jüdische Familien in Hennweiler, die den Ort im Sommer 1939 verließen. Die letzten vier jüdischen Einwohner von Bruschied wurden 1942 deportiert.

### Entwicklung der jüdischen Einwohnerzahl
| Jahr    | Juden | Jüdische Familien | Bemerkung                                                                                     |
| ------- | ----- | ----------------- | --------------------------------------------------------------------------------------------- |
| 1750    |       | 4                 |                                                                                               |
| 1805    | 20    |                   |                                                                                               |
| 1840    | 70    |                   |                                                                                               |
| 1860    | 50    |                   |                                                                                               |
| 1895    | 58    |                   | Hennweiler und Bruschied (ab 1895 bilden Hennweiler und Bruschied eine jüdische Gemeinschaft) |
| 1924/25 | 36    |                   |                                                                                               |
| 1933    | 30    |                   |                                                                                               |

Quelle: alemannia-judaica.de; jüdische-gemeinden.de
Das Gedenkbuch – Opfer der Verfolgung der Juden unter der nationalsozialistischen Gewaltherrschaft 1933–1945 und die Zentrale Datenbank der Namen der Holocaustopfer von Yad Vashem führen 30 Mitglieder der jüdischen Gemeinschaft Hennweiler (die dort geboren wurden oder zeitweise lebten) auf, die während der Zeit des Nationalsozialismus ermordet wurden.